# Harutiun Alpiar
Harutiun Alpiar (orm. Հարություն Ալփիարը, ur. 12 lipca 1864 w Smyrnie, zm. 5 kwietnia 1919) – ormiański dziennikarz i pisarz satyryk. Publikował pod pseudonimami Krizantem i Ratames. W Egipcie wydawał czasopismo "Paros". Większość jego dorobku pozostaje rozproszona w czasopismach.

## Wybrane prace
- Fantasio, ardzak yev hamardzak kraganutiun (1913)
- Sog-mog (1915)
- K'mayki Tshaghikner (1917)